# アルフレート・ナウヨックス

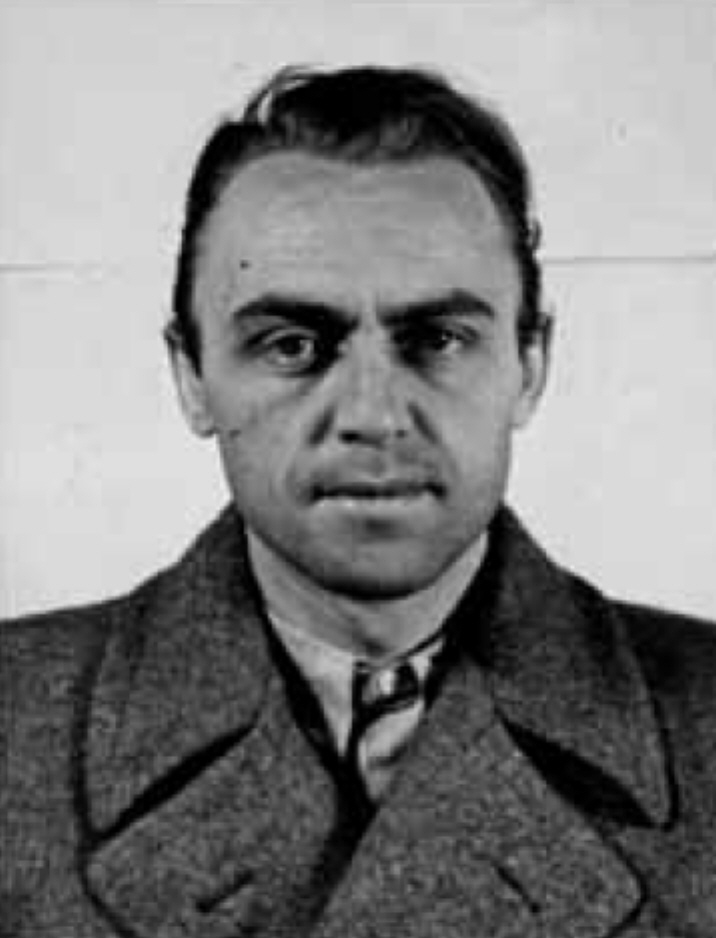
米軍の捕虜になった後のナウヨックス。1944年。

アルフレート・ヘルムート・ナウヨックス（Alfred Helmut Naujocks、1911年9月20日 - 1966年4月4日）は、ナチス・ドイツの親衛隊（SS）の隊員。親衛隊での最終階級は親衛隊少佐。
第二次世界大戦開戦の原因となったグライヴィッツ（現在のグリヴィツェ）のラジオ局襲撃の工作をおこなった人物として知られる。

## 経歴
1911年9月20日、ドイツ帝国の都市ボン市で生まれる。帝政崩壊後、キールの工科大学で学び、機械技師となった。1931年にナチス党と親衛隊(SS)に入る。アマチュアのボクサーであったため、ナチスの街頭闘争時代の共産党員との殴り合いで活躍した。1934年、一緒に入党した旧知のラインハルト・ハイドリヒに呼ばれてナチス党の諜報機関であるSD(保安諜報部)に入る。以降、ハイドリヒの腹心となって暗殺や盗聴、偽造などの工作活動などに従事した。特に1935年初めにおこなったルドルフ・フォルミス（de:Rudolf Formis）の暗殺や、1937年6月11日にソ連でおきたミハイル・トハチェフスキー元帥粛清事件での暗躍、1939年3月にチェコスロバキアでスロバキア分離主義者のテロに見せかけて起こした爆破工作などでスパイとしての名声をあげた。1939年8月にはハイドリヒからドイツ軍のポーランド侵攻の口実作りのためのヒムラー作戦の指揮を任された。
ナウヨックスは、SSの精鋭で厳選したポーランド軍の制服を着た一分隊を指揮してポーランド国境に近いグライヴィッツのラジオ局を占拠し、「ポーランドの対独開戦の秋が来たれり」と宣言。またポーランド軍服を着せた死体を置き残し、死んだと見せかけて無事姿をくらます。この事件を口実にドイツ軍はポーランドへ侵攻を開始し、第二次大戦がはじまることとなる。
さらに1939年11月にはオランダのフェンローで活動していたイギリス諜報員シギスムンド・ペイン・ベスト大尉とリチャード・ヘンリー・スティーヴンス少佐の拉致に成功する。偽ポンド作戦などにも作画したが、その後、ハイドリヒの命令の1つに異論を唱えたために「不服従」としてSDから解任され、1943年から武装SSに加入させられて東部戦線へと送られた。
その翌年にはデンマーク駐留部隊に転じて経済管理の職につくが、これは名目で実際にはオランダのレジスタンス活動家暗殺に従事していた。1944年11月米軍に投降したが、イギリスで尋問を受ける。
終戦後、ニュルンベルク裁判では彼の証言がいくつか採用された。しかし、1946年に脱獄し、翌年逮捕されてデンマークへ移送される。コペンハーゲンで『軽微な戦争犯罪の裁判』（Kleiner Kriegsverbrecherprozess）に掛けられ、一審で懲役15年、1950年に控訴審で懲役4年の判決を受けるが、恩赦により即時釈放された。戦後、SSの逃亡ルート「オデッサ」にオットー・スコルツェニーとともに関与していたといわれる。スコルツェニーがスペイン政府と契約してナウヨックスとその同志達がラテンアメリカへ向かうナチス戦犯の世話をしていたらしい。晩年はハンブルクでビジネスに精を出した。1966年4月4日、ハンブルクで死去した（古い資料に見られる「1960年没」は誤りである）。晩年にはドイツ当局がフォルミス殺害についてナウヨックスの起訴の準備を進めていたが、彼の死去により打ち切られた。

## 関与した工作活動

### フォルミス暗殺
1930年7月にナチ党を離党したナチス左派オットー・シュトラッサーは、ナチ政権誕生後、ドイツを脱出して「黒色戦線」という反ヒトラーの国民社会主義組織を結成し、チェコスロバキアの首都プラハから反ヒトラー活動を行っていた。そのひとつがシュトラッサーの部下の無線技師ルドルフ・フォルミスが流していたドイツへ向けての反ヒトラー・ラジオ放送であった。1935年1月10日、SD司令官ラインハルト・ハイドリヒは、ナウヨックスを呼び出し、フォルミスを捕え、送信機は破壊するよう命じた。ナウヨックスは「商人ハンス・ミュラー」としてプラハへ潜入し、プラハのドブリスのツァホリホテルの一室から放送が行われていることを突き止めた。1月23日午後9時30分、他のSD隊員と二人でこの部屋に押し入り、ルドルフ・フォルミスに飛びかかって捕えようとしたが、フォルミスが拳銃を取り出して発砲してきたのを見て結局ナウヨックス達はその場でフォルミスを射殺した。騒ぎを聞いてウェイターが駆け付けたため送信機を見つけられないまま脱出し、二人はベルリンへと帰還した。しかし暗殺騒ぎにホテルは騒然となった。
ハイドリヒは「ギャング映画もどきの蛮行」としてナウヨックスらを激しく叱りつけた。ハイドリヒはヒトラーの怒りを買うのではと恐れていたが、ヒトラーは単に反ナチ分子の排除を評価するのみでハイドリヒを叱責することはなかった。

### グライヴィッツ事件
1939年8月初めにナウヨックスはハイドリヒに呼び出された。この頃、ハイドリヒはヒトラーよりポーランド開戦の口実作りを命じられており、ポーランド軍人に成り済ましてポーランド国境に近いグライヴィッツのラジオ放送局を襲撃し、ポーランド語で反独演説して死体を置き遺して撤収するという「ヒムラー作戦」を立案していた。ハイドリヒは、この計画の実行を最も信頼するスパイのナウヨックスに任せた。
ナウヨックスは8月10日に5名のSD隊員と1名のポーランド語通訳を率いてグライヴィッツへ赴いた。放送局の下調べを行い、ハイドリヒの「祖母死す」の暗号による作戦開始命令を待った。8月31日午後4時にグライヴィッツのホテルでハイドリヒからの電話を受け、「祖母死す」の言葉が告げられた。ナウヨックス達は死体（作戦中「缶詰」と呼ばれた）調達役ハインリヒ・ミュラーに連絡を取り、ミュラーから「缶詰」を受け取った。ポーランドの軍服に着替え、午前8時の少し前にグライヴィッツの放送局襲撃を開始した。ナウヨックス達は二隊に分かれた。ナウヨックスは正面から放送局に突入した後、局員たちへ銃を乱射し、威嚇して地下室へ押し込めた。制圧後、反独演説をポーランド語で四分間行った。この演説を聞いていたドイツ人は数千人ほどだったという。放送を終えた後、放送局の玄関に「缶詰」を転がして撤収した。
1939年9月1日、国会演説でヒトラーは「ポーランド軍」によるグライヴィッツ事件を批判し、ポーランド領へ攻撃を開始したことを宣言した。そしてここに第二次世界大戦が開戦した。

### フェンロー事件
第二次世界大戦の開戦後も、イギリスは全面戦争以外の打開策を探っていた。ドイツ国防軍の反ヒトラー勢力の利用もその一つだった。SDはドイツ人亡命者を装った諜報員フィッシャーを通じ、ドイツ国防軍の一部将校によるヒトラー政権転覆の陰謀が進行中であるとの情報を流す。9月から11月までの複数回の会合でイギリスSISはこの情報を信じたが、会合に参加した反ヒトラーの将校シュンメルは、実はSD外国情報部門のヴァルター・シェレンベルク親衛隊少佐であった。決行を2日後に控えた最後の会合に、シュンメルは陰謀の中心である将軍を連れてくると約束したが、1939年11月9日、会合場所に現れたのはナウヨックス率いるSD要員だった。SIS諜報員ベストとスティーヴンス、そして二人を支援していたオランダ軍士官ディルク・クロップ中尉とその運転手が捕らえられた。この成果は前日に起きたゲオルク・エルザーによるヒトラー暗殺未遂事件と結び付けられ、オランダが自らの中立性を破った証拠とされた。
ナウヨックスはこの功績により、鉄十字章を受け取った。